# Drama Stage
Drama Stage (hangul: 드라마 스테이지; rr: Deurama Seuteiji) é um programa de televisão semanal sul-coreano que apresenta dez dramas de poucos episódios, semelhante ao Drama Special da KBS2. Os roteiros foram criados por escritores selecionados na O'PEN Drama Storyteller Exhibition. Os roteiristas do O'PEN foram recrutados por meio de uma chamada aberta entre janeiro e março de 2017. Um total de 3.700 pessoas se inscreveram para a competição, com roteiros de dramas ou filmes, durante o período de cerca de dois meses de envio dos trabalhos. Dezenas de vários funcionários da indústria dramática e cinematográfica julgaram os roteiros em duas ou três rodadas. O júri finalmente selecionou 35 novos roteiristas, incluindo 20 para séries e 15 para filmes. Realizados pela CJ E&M, foram adaptados como dramas de um episódio produzidos pela sua antiga subsidiária, o Studio Dragon, em parceria com outras empresas. Foi ao ar na tvN todos os sábados à meia-noite.
Em 15 de abril de 2022, foi anunciado pela tvN que, com o anúncio da 5ª temporada, o nome "Drama Stage" seria alterado para "O'PENing". O "Drama Stage" exibia apenas dramas de um episódio, mas o "O'PENing" transmitirá duas séries e oito dramas de um episódio.

## Episódios
| Temporada | Temporada | Episódios | Episódios | Originalmente exibido  | Originalmente exibido  |
| Temporada | Temporada | Episódios | Episódios | Estreia da temporada   | Final da temporada     |
| --------- | --------- | --------- | --------- | ---------------------- | ---------------------- |
|           | 1         | 10        | 10        | 2 de dezembro de 2017  | 3 de fevereiro de 2018 |
|           | 2         | 10        | 10        | 1 de dezembro de 2018  | 2 de fevereiro de 2019 |
|           | 3         | 10        | 10        | 23 de novembro de 2019 | 30 de janeiro de 2020  |
|           | 4         | 10        | 10        | 3 de março de 2021     | 21 de abril de 2021    |
|           | 5         | 12        | 12        | 2 de maio de 2022      | 5 de agosto de 2022    |
|           | 6         | 7         | 7         | 16 de julho de 2023    | 27 de agosto de 2023   |